# Андреапольский краеведческий музей
Андреапольский районный краеведческий музей им. Э. Э. Шимкевича — краеведческий музей в городе Андреаполь Тверской области. Основан 6 мая 1972 года.
Расположен по адресу: г. Андреаполь, улица Кленовая, д. 9.
Андреапольский краеведческий музей был открыт в 1972 году на базе музея средней школы № 1. Основателем музея являлся учитель и краевед Эдуард Эдуардович Шимкевич (1915—1990).
По состоянию на 1997 год музей насчитывал свыше 5000 единиц хранения.

## Экспонаты
Среди экспонатов — археологические находки, предметы крестьянского быта XVIII-XX веков, материалы об одном из первых в области курортов, жизни андреапольцев в 1917—1990-х годах. Особый раздел посвящён участию жителей города в Великой Отечественной войне и работе отряда по поиску и перезахоронению солдат и офицеров Красной Армии, погибших в 1941—1943 годах.
В 2011—2016 годы в музей переданы окаменелости растений раннего каменноугольного периода (предположительно визейский век), найденные на территории Андреаполя и в его окрестностях, включая деревню Бобровец: побеги Lepidodendron obovatum с характерными коротко-ромбовидными листовыми подушками, ствол Lepidodendron sp., побеги Sigillaria предположительно вида Sigillaria elegans, стробил Lepidostrobus sp. и два образца Stigmaria ficoides, один из которых обнаружен вместе с артефактами из неолита, что может указывать на его использование в ритуальных целях.